# Nina Kaczorowski
Nina Kaczorowski (né le 6 juin 1975 à New Jersey) est une actrice, mannequin, danseuse et cascadeuse, américaine.

## Biographie
Née à New Jersey dans une famille polonaise originaire de Łódź, Nina est élevée dans le respect des traditions polonaises. À l'âge de six ans elle déménage avec sa famille au Texas. Elle commence sa carrière de mannequin dans son adolescence puis à l'âge de 19 ans elle entreprend des cours de cascadeuse. Très tôt elle remporte le succès dans le mannequinat, s'installe à New York et devient l'un des mannequins les plus recherchés chez Wilhelmina Models[réf. souhaitée]. Après ses performances à Big Apple, Nina joue dans des publicités à la télévision, ensuite elle déménage à Hollywood d'après les conseils de son manager.

## Filmographie
- 1997: Il était une fois en Chine 6 : Dr Wong en Amérique
- 1998: Un plan simple
- 2000: Coyote Girls
- 2001: Tomcats
- 2001: Pearl Harbor
- 2001: A.I. Intelligence artificielle
- 2002: Austin Powers dans Goldmember
- 2002: Minority Report
- 2005: The Island
- 2006: Two Tickets to Paradise